# Annelies Štrba
Annelies Štrba (* 7. Oktober 1947, Zug, Schweiz) ist eine Videokünstlerin und Fotografin. Neben Videoinstallationen und Experimentalfilmen gehören zu ihren Arbeiten auch Computerkunst und digitale Fotomontagen.

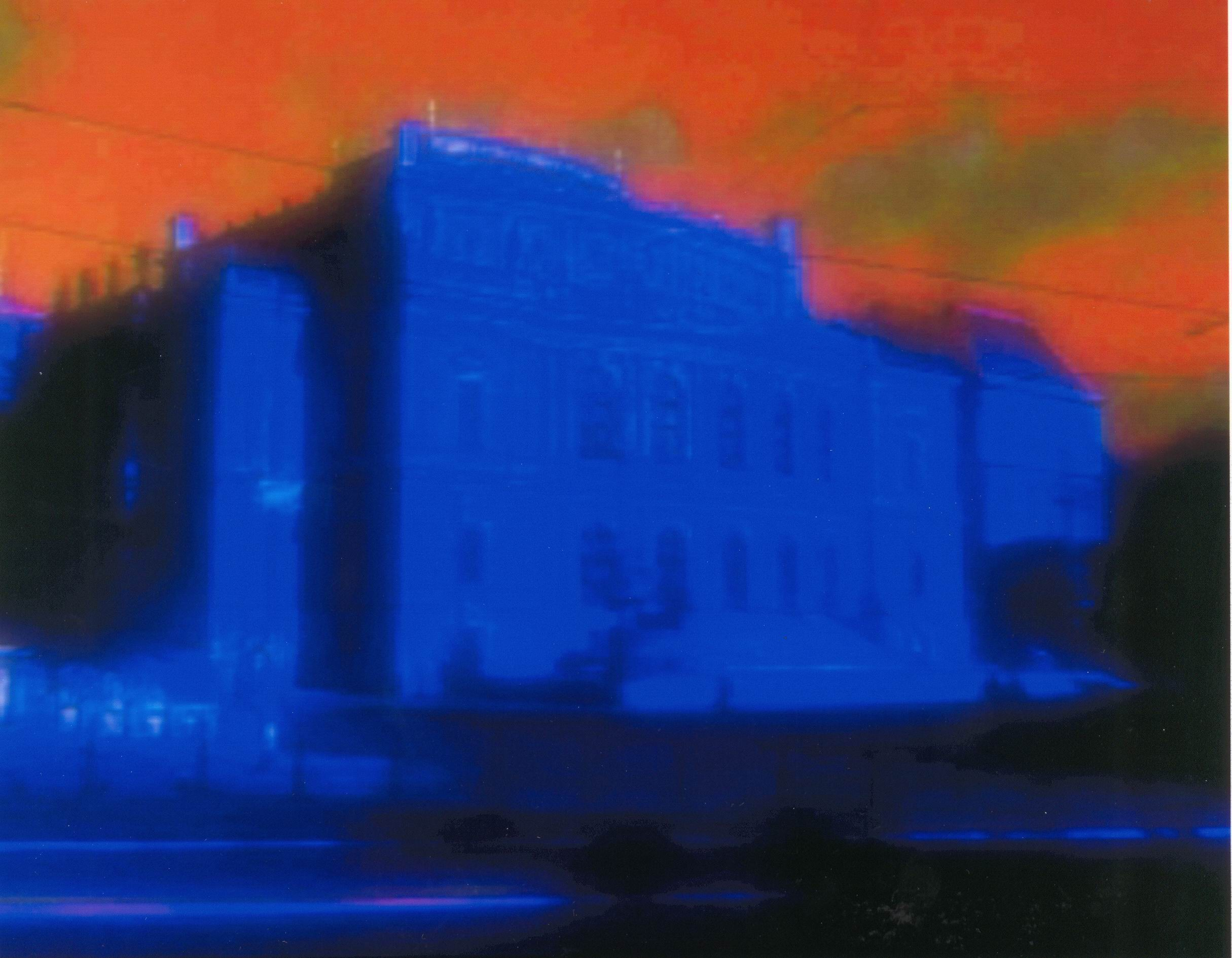
Werk von Annelies Štrba

## Werke
Annelies Štrba ist ausgebildete Fotografin. Sie bearbeitet die Abzüge im eigenen Fotolabor. Mit den Stilmitteln der Überbelichtung, Solarisation und mit digitalen Werkzeugen generiert sie ihre Bilder und Video-Installationen.
Die Bilder und Videos von Annelies Štrba wurden in Einzelausstellungen und etwa 100 Gruppenausstellungen gezeigt. Sie sind in internationalen Sammlungen vertreten.
Sie ist verheiratet mit dem Goldschmied und Objektkünstler Bernhard Schobinger.

## Einzelausstellungen
| 1990 - Aschewiese, Kunsthalle Zürich 1991 - Friedrichshof, Zurndorf bei Wien - Centre d’art contemporain, Martigny 1992 - Galerie Eigen + Art, Berlin (K) 1994 - Josef-Albers-Museum, Bottrop - mit Jörg Herold: Mythos Leben, Kloster Unser Lieben Frauen, Magdeburg (K) 1995 - „Photographien“, Staatliche Galerie Moritzburg, Halle - mit Bernhard Schobinger: Kunsthaus Glarus - Museum Moritzburg 1996 - Kunstverein Weimar 1997 - Aargauer Kunsthaus, Aarau (K) 1998 - School of Visual Arts, Milwaukee - Europäisches Fotomuseum Paris - FRAC Basse-Normandie, Caen - Photographer’s Gallery, London - Thread Waxing Space, New York 1999 - École des Beaux-Arts, Nantes - Museum of Contemporary Art, Chicago - Tate Gallery, Liverpool | 2000 - Frith Street Gallery, London 2001 - Kunsthaus Zug (K) - Paris – New York, Galerie 13 Quai Voltaire, Paris (K) - Shades of Time, Centre National de la Photographie, Paris - Centre pour l’image contemporaine St. Gervais, Genf 2002 - New York I, Autostadt Volkswagen, Wolfsburg 2003 - mit Claude Batho, Léa Crespi: Shades of Time, La Filature, Mülhausen - NYIMA, Autostadt Volkswagen, Wolfsburg - NYIMA, Helmhaus Zürich 2004 - Gemeentemuseum, Den Haag 2005 - Annelies Strba, Galerie Rudolfinum, Prag - Frances and the Elves, Frith Street Gallery, London 2006 - Frameprojects, Wien - Konrad-Adenauer-Stiftung, Berlin - Berlin Wonder, Kunstverein Ulm, Ulm - Wonder, Museum Chasa Jaura, Valchava - Scalo/Guye Gallery, Zürich - Galerie Alain Le Gaillard, Paris - Galerie Anton Meier, Genf 2007 - Jason McCoy, New York | 2008 - Brontë Parsonage Museum, Haworth - Douglas Hyde Gallery, Dublin 2009 - My life dreams, Bildermuseum Burg Wissem, Troisdorf - Gallery Anton Meier, Genf - Kunst(Zeug)Haus, Rapperswil 2010 - Galerie Jason McCoy, New York - Frances et les Elfes, Ferme-Asile, Sitten 2011 - Summer guests: Collaboration Adrian Schiess & Annelies Štrba – Summerending, Museum Langmatt, Baden - My Lifes Dreams, Frith Street Gallery, London 2012 - mit Adrian Schiess: Summerending, Galerie Anton Meier, Genf 2013 - Shades of Time, Kunsthaus Zug, Zug - My live dreams, Galerie Eigen + Art, Leipzig - Wassilissa, Galerie Anton Meier, Genf 2014 - Fotoleinwände/Unikate 1976–1994, Galerie Walter Keller, Zürich 2015 - Madonna, Galerie Anton Meier, Genf - Noonday, Galerie Semina Rerum, Zürich, Buchvernissage |

## Sammlungen
| Deutschland - Hamburger Kunsthalle - Sammlung HVB Group München Frankreich - Centre Georges Pompidou, Paris - FRAC Basse-Normandie, Caen - Centre National des Arts Plastiques, Paris - Collection de la caisse des dépôts et consignations, Paris - Fondation NSM VIE, Paris - Maison Européenne de la Photographie, Paris - FRAC Champagne-Ardenne, Reims - FRAC Haute-Normandie, Sotteville-Les-Rouen - Collection Première Heure, St. Cloud Grossbritannien - Celebrity Cruises, London - Leeds City Art Gallery - Scottish National Gallery of Modern Art, Edinburgh | Schweiz - Kunsthaus Aarau - Musée de l’Elysée, Lausanne - Musée d’art et d’histoire, Genf - Sammlung Banque Pictet, Genf - Sammlung Bosshard - Kunstmuseum Bern - Kunstmuseum Thurgau - Fotomuseum Winterthur - Kunsthaus Zug - Kunsthaus Zürich - Schweizerisches Landesmuseum, Zürich - Zürcher Kantonalbank, ZKB Private Banking, Zürich USA - Weisman Foundation, Los Angeles |

## Werke

### Bildbände
- Aschewiese. Text: Bernhard Bürgi, Georg Kohler. Edition Howeg, Zürich 1990 ISBN 3-85736-094-1.
- Ware iri ware ni iru. Text: Roman Kurzmeyer. Galerie Meile, Luzern 1994, ISBN 3-906134-03-2.
- Shades of Time. Text: Ilma Rakusa. Müller, Baden/Schweiz 1997, ISBN 3-907044-35-5,
- Aya. Scalo, Zürich, Berlin, New York 2002, ISBN 3-908247-57-8.
- Nyima. Text: Simon Maurer. Christoph Merian, Basel 2003, ISBN 3-85616-205-4.
- Frances und die Elfen. Text: Ralf Christofori. Arnold, Stuttgart 2005, ISBN 3-89790-020-3.
- Madonna. Text: Ilma Rakusa. Ed. Galerie Anton Meier, Genf 2014, ISBN 978-2-940198-02-3.

### Kataloge zu Einzelausstellungen
- Annelies Strba. Text: Ralf Bartholomäus. Eigen + Art, Leipzig 1992, ISBN 3-929294-03-6.
- Bernhard Schobinger – Annelies Strba. Text: Christoph Blase. Galerie Meile, Luzern 1993, ISBN 3-906134-01-6.
- Mythos Leben – Jörg Herold, Annelies Strba. Text: Uwe-Jens Gellner. Magdeburger Museen und Kloster Unser Lieben Frauen, Magdeburg 1994, ISBN 3-930030-05-5.
- Annelies Strba. Kunsthaus Zug/Saint-Gervais, Genf 2001.
- Annelies Strba 2001. In: The paradise. Text: John Hutchinson. The Douglas Hyde Gallery, Dublin 2002, ISBN 0-907660-82-7.
- Annelies Strba 2001. In: Ateliers 1997–2002. Text: Anne Durez. Centre national de la photographie, Paris 2002, ISBN 2-86754-129-8.
- Vidéos 1997–2004. Galerie Anton Meier, Genf 2004.
- My Life Dreams. Galerie Anton Meier, Genf 2009.